# Phortica chi
Phortica chi är en tvåvingeart som först beskrevs av Masanori Joseph Toda och Vasily S. Sidorenko 1996.  Phortica chi ingår i släktet Phortica och familjen daggflugor. Inga underarter finns listade i Catalogue of Life.